# Колозеро
Колозеро (рус. Колозеро) слатководно је језеро ледничког порекла смештено у централном делу Мурманске области, на крајњем северозападу европског дела Руске Федерације. Представља западну границу Кољског полуострва према континенталном делу, и административно припада Оленегорском округу. Налази се на свега 4 километра северозападно од града Оленегорска, односно на свега неколико стотина метара западно од језера Пермус. Преко своје једине отоке, реке Коле повезано је са басеном Баренцовог мора.
Са површином акваторије од 66,3 км² налази се на 12. месту у Мурманској области. Површина његовог сливног подручја је око 486 км², док је дужина обале око 83 километра. Језеро је јако издужено у смеру север-југ у дужини од 16,5 км, а физички је подељено на две међусобно повезане целине. На југозападу има велики залив дужине око 8 километара и ширине до 3,5 км. Обале су јако разуђене и препуне су бројних мањих залива и ртова. На површини језера се налази неколико мањих острва, а два највећа међу њима имају дужину од око једног километра. Режим храњења је плувијално-нивални.
Колозеро је јако загађена акваторија, а главни загађивачи су индустријска постројења из оближњег Оленегорска. Анализама воде које су рађене током 1999. године утврђене су и до двадесет пута више концентрације мангана од дозвољених.